# Белемска кула
Белемската кула (на португалски: Torre de Belém; МФА: ['toɾ(ɨ) dɨ bɨ'lɐ̃ĩ]) е фортификационна кула, разположена в квартала „Санта Мария де Белем“ в Лисабон, Португалия.
Тя е построена в началото на 16 век от архитекта Франсишку де Аруда и крал Мануел I в стил мануелин в чест на експедицията на Вашку да Гама и се превръща в един от символите на града и на португалското могъщество през епохата на Великите географски открития.
През 1983 г. кулата, заедно с манастира Жеронимуш, е включена в Списъка на световното наследство на ЮНЕСКО.